# Emberiza calandra
Lo strillozzo (Emberiza calandra Linnaeus, 1758) è un uccello della famiglia degli Emberizidi.

## Descrizione
Lo strillozzo è di colore marrone, con striature più scure sul dorso, e petto color avana. Tra gli zigoli è il più grande: circa 18 cm di lunghezza e quasi 40 g di peso. Non c'è un evidente dimorfismo sessuale.

## Biologia

### Alimentazione
Come tutti gli zigoli, pur essendo un granivoro, mangia anche gli insetti in primavera, quando deve nutrire i pulli con alimenti ricchi di proteine.

### Riproduzione

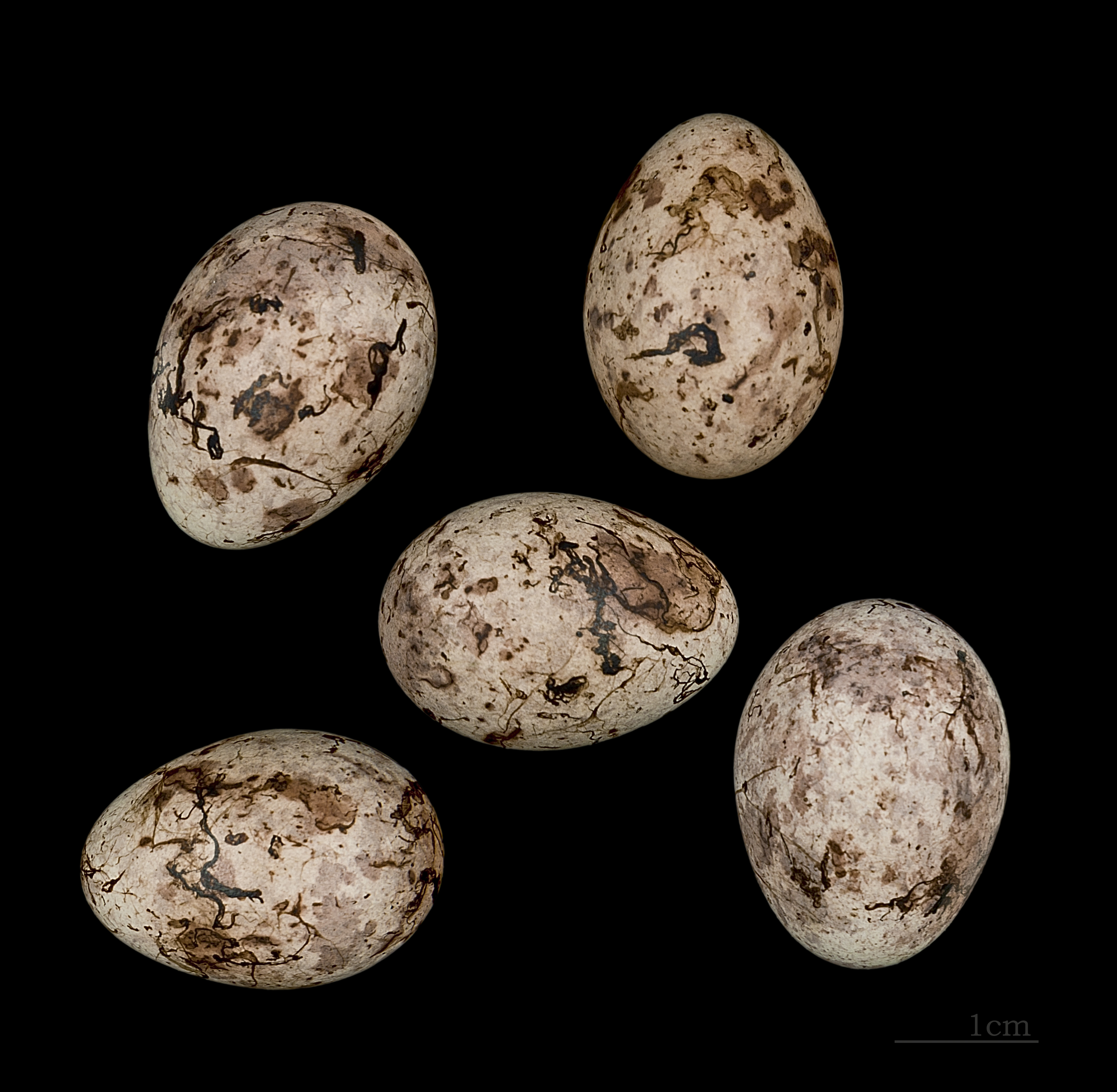
Uova di Emberiza calandra

Come molti altri zigoli, nidifica nell'erba alta. Riesce a completare due cove annuali, deponendo da 4 o 5 uova di colore azzurrino con macchie marroni. L'incubazione e l'involo avvengono in un mese di tempo.

## Distribuzione e habitat
È diffuso nell'emisfero nord in Europa, Asia, ed Africa. In Italia nidifica tra aprile ed agosto in tutto il territorio, escluse le Alpi.
Preferisce ambienti agricoli aperti, ricchi di frutteti, sopra i 1000 metri di altitudine.

## Sistematica
Se ne conoscono due sottospecie:
- Emberiza calandra calandra Linnaeus, 1758
- Emberiza calandra buturlini Johansen, 1907